# Franco Morganti
Franco Morganti (Milano, 25 agosto 1931 – Milano, 12 settembre 2020) è stato un saggista e imprenditore italiano.

## Biografia
Allievo del Collegio Ghislieri di Pavia, dopo la laurea in Ingegneria al Politecnico di Milano nel 1956, iniziò la sua carriera presso Olivetti e SGS. Diventò imprenditore fondando prima Semel e poi Metrel e, dal 1974, intraprese attività di consulenza strategica nel settore sia pubblico che privato, fondando le aziende Reseau e Teknibank. Già chiamato a presiedere nel 1981 un gruppo di lavoro presso la Presidenza del Consiglio dei ministri sul riassetto delle telecomunicazioni italiane, dal 1998 al 2000 fu consulente dell'Autorità per le Garanzie nelle Comunicazioni, consigliere d'amministrazione dell'Enel dal 1999, di Wind Telecomunicazioni dal 2003 e vicepresidente dell'International Institute of Communications con sede a Londra dal 201 al 2004.
Pubblicista sul «Corriere della Sera - Economia», fu docente universitario e coltivò grandi interessi culturali e politici. Riformista e liberaldemocratico, nel 1993 partecipò alle elezioni comunali di Milano insieme a Nando dalla Chiesa. Visse gran parte della sua vita a Milano ma per lunghi periodi anche a Évian-les-Bains, in Francia.

## Opere
- Il paese di Brambilla, 1976-1986 : dieci anni di "Italia corporation". Edizioni del Sole 24 Ore, 1986, Prefazione di Giorgio Bocca.
- Economia per l'impresa. Nuova Italia Scientifica, 1988.
- Una storia lombarda. Casa editrice Marietti, 1992.
- Una vita impolitica. Edizioni Diabasis, 1995. ISBN 88-8103-012-8
- Partito democratico.com. Può la sinistra essere liberale? Edizioni Diabasis, 2001. ISBN 88-8103-149-3
- La religione di un ateo. Reggio Emilia, Aliberti, 2009. Prefazione di Umberto Veronesi. ISBN 88-742-4540-8